# Long Thành (huyện)
Long Thành là một huyện cũ nằm ở phía nam tỉnh Đồng Nai, Việt Nam.

## Địa lý
Huyện Long Thành nằm ở phía nam của tỉnh Đồng Nai, có diện tích 431,01 km². Trung tâm huyện nằm cách trung tâm Thành phố Hồ Chí Minh khoảng 32 km về phía đông, cách thành phố Biên Hòa 24 km về phía bắc và cách thành phố Vũng Tàu 60 km về phía nam, có vị trí địa lý:
- Phía đông giáp huyện Cẩm Mỹ và huyện Châu Đức, tỉnh Bà Rịa – Vũng Tàu
- Phía tây giáp huyện Nhơn Trạch và thành phố Thủ Đức, Thành phố Hồ Chí Minh
- Phía nam giáp thành phố Phú Mỹ, tỉnh Bà Rịa – Vũng Tàu
- Phía bắc giáp huyện Trảng Bom, huyện Thống Nhất và thành phố Biên Hòa.[3]

## Hành chính
Huyện Long Thành có 14 đơn vị hành chính cấp xã trực thuộc, bao gồm thị trấn Long Thành (huyện lỵ) và 13 xã: An Phước, Bàu Cạn, Bình An, Bình Sơn, Cẩm Đường, Lộc An, Long An, Long Đức, Long Phước, Phước Bình, Phước Thái, Tam An, Tân Hiệp.

## Lịch sử
Theo Địa bạ Biên Hòa (1836), Long Thành viết theo chữ Hán là 隆成, với Long 隆 trong "long trọng", mang nghĩa là "thịnh vượng" (giống Vĩnh Long và Long An,  đừng nhầm với long 龍 mang nghĩa là "rồng" của Hạ Long, do chữ Quốc ngữ chỉ có thể biểu âm và gây ra sự đồng âm khác nghĩa); Thành (成) trong "trở thành", "thành công". Do vậy Long Thành được giải nghĩa là "thịnh vượng và thành công", không phải nghĩa là "thành trì rồng".
Tuy nhiên không rõ "thành" được viết bằng chữ Hán có chính xác là 成 hay không, khi trong tiếng Trung và tiếng Nhật thì chữ "thành" của Long Thành lại được viết là 城 trong "thành trì" hay "kinh thành, thành phố", ngoài ra cũng mang nghĩa là "khu vực", "vùng đất". Do vậy Long Thành cũng có thể mang nghĩa là vùng đất thịnh vượng.
Năm 1698, Thống suất Nguyễn Hữu Cảnh vâng lệnh chúa Nguyễn vào kinh lược phương Nam, đặt xứ Đồng Nai thành huyện Phước Long (thuộc dinh Trấn Biên) gồm bốn tổng: Phước Chánh, Bình An, Long Thành và Phước An.
Năm 1808, dinh Trấn Biên được đổi thành trấn Biên Hòa, huyện Phước Long nâng thành phủ Phước Long thì các tổng trên nâng thành huyện. Như vậy huyện Long Thành chính thức có năm 1808.
Năm 1837, tỉnh Biên Hòa đặt thêm phủ Phước Tuy, huyện Long Thành thuộc phủ Phước Tuy.
Năm 1865, ba tỉnh miền Đông Nam kì được chia làm 13 sở tham biện (inspections), tỉnh Biên Hòa có 5 sở tham biện: Biên Hòa, Bà Rịa, Thủ Dầu Một, Long Thành, Bảo Chánh.
Năm 1866, tỉnh Biên Hòa được chia làm 6 địa hạt (arrondissements): Biên Hòa, Bà Rịa, Long Thành, Thủ Đức, Bình An, Bảo Chánh.
Năm 1867, tỉnh Biên Hòa có 5 sở tham biện: Biên Hòa, Bà Rịa, Long Thành, Bình An, Nghĩa An (Như vậy Long Thành được coi như đơn vị lớn hơn cấp huyện, gần ngang cấp tỉnh ít nhất trong ba năm). Sau đó huyện Long Thành đổi thành quận, thuộc tỉnh Biên Hòa, gồm 3 tổng: Long Vĩnh Thượng, Thành Tuy Thượng, Thành Tuy Hạ.
Ngày 9 tháng 9 năm 1960, tách một phần đất quận Long Thành để lập quận Nhơn Trạch:
- Quận Long Thành gồm 8 xã: Tam Phước, Tam An, An Lợi, Phước Lộc, Thái Thiện, Long Phước, Long An, Lộc An; quận lỵ đặt tại xã Phước Lộc.
- Quận Nhơn Trạch gồm 12 xã: Phước Hội, Phước Thọ, Phước Long, Phước Lai, Phước Mĩ, Phước Thiền, Phú Thạnh, Đại Phước, Phú Hữu, Phước Khánh, Vinh Thạnh, Long Tân; quận lỵ đặt tại xã Phú Thạnh.

Về phía chính quyền cách mạng, năm 1951, cắt huyện Long Thành về tỉnh Bà Rịa – Chợ Lớn, sau năm 1954 lại đưa về tỉnh Biên Hòa như cũ.
Từ tháng 10 năm 1967 đến tháng 4 năm 1971 lập ra phân khu 4, huyện Long Thành chuyển sang thuộc phân khu 4.
Đến tháng 5 năm 1971, huyện Long Thành chuyển thuộc phân khu Bà Rịa – Long Khánh cho đến tháng 10 năm 1972. Sau đó lại về tỉnh Biên Hòa như cũ.
Cuối năm 1973, Chính phủ Việt Nam Cộng hòa bắt đầu cho chuyển một số cơ sở của Trường Bộ binh Thủ Đức đến căn cứ huấn luyện mới ở Long Thành. Long Thành biến thành một căn cứ quân sự lớn trong lúc chiến tranh Việt Nam ngày càng ác liệt. Công việc di chuyển Trường đến năm 1974 thì hoàn tất nhưng được hơn một năm thì Việt Nam Cộng hòa sụp đổ và trường bị giải thể.
Năm 1975, huyện Long Thành có 21 xã với diện tích là 911 km², dân số 170.000 người.

### Từ năm 1976 đến nay
Tháng 1 năm 1976, hai huyện Long Thành và Nhơn Trạch sáp nhập lại thành huyện Long Thành. Huyện Long Thành mới bao gồm thị trấn Long Thành và 30 xã: An Hòa, An Lợi, Bàu Cạn, Bình Sơn, Cẩm Đường, Đại Phước, Lộc An, Long An, Long Hưng, Long Phước, Long Tân, Phú Hội, Phú Hữu, Phú Thạnh, Phước An, Phước Khánh, Phước Kiểng, Phước Lai, Phước Long, Phước Nguyên, Phước Tân, Phước Thái, Phước Thiền, Phước Thọ, Siph, Suối Trầu, Tam An, Tam Phước, Tân Hiệp, Vĩnh Thanh với dân số trên 200.000 người.
Ngày 1 tháng 3 năm 1980, đổi tên xã Siph thành xã Long Đức.
Ngày 17 tháng 1 năm 1984, Hội đồng Bộ trưởng ban hành Quyết định 12-HĐBT. Theo đó:
- Sáp nhập hai xã An Lợi và Phước Nguyên thành xã An Phước
- Sáp nhập hai xã Phước Lai và Phước Kiểng thành xã Hiệp Phước
- Sáp nhập hai xã Phước Long và Phước Thọ thành xã Long Thọ.

Ngày 12 tháng 2 năm 1987, sáp nhập hai xã An Hòa và Long Hưng thành xã Hòa Hưng.
Cuối năm 1993, huyện Long Thành bao gồm thị trấn Long Thành và 26 xã: An Nguyên, Bàu Cạn, Bình Sơn, Cẩm Đường, Đại Phước, Hiệp Phước, Hòa Hưng, Lộc An, Long An, Long Đức, Long Phước, Long Tân, Long Thọ, Phú Hội, Phú Hữu, Phú Thạnh, Phước An, Phước Khánh, Phước Tân, Phước Thái, Phước Thiền, Suối Trầu, Tam An, Tam Phước, Tân Hiệp, Vĩnh Thanh.
Ngày 23 tháng 6 năm 1994, Chính phủ ban hành Nghị định số 51/1994/NĐ-CP. Theo đó, chia huyện Long Thành thành 2 huyện Long Thành và Nhơn Trạch.
Sau khi chia tách, huyện Long Thành còn lại thị trấn Long Thành và 15 xã: An Phước, Bàu Cạn, Bình Sơn, Cẩm Đường, Hòa Hưng, Lộc An, Long An, Long Đức, Long Phước, Phước Tân, Phước Thái, Suối Trầu, Tam An, Tam Phước, Tân Hiệp.
Ngày 29 tháng 8 năm 1994: 
- Chia xã Bình Sơn thành 2 xã: Bình An và Bình Sơn
- Chia xã Phước Thái thành 2 xã: Phước Bình và Phước Thái
- Chia lại xã Hòa Hưng thành 2 xã cũ: An Hòa và Long Hưng.[12]

Ngày 5 tháng 2 năm 2010, Chính phủ ban hành Nghị quyết số 05/NQ-CP. Theo đó, chuyển 4 xã: An Hòa, Long Hưng, Phước Tân và Tam Phước thuộc huyện Long Thành về thành phố Biên Hòa quản lý.
Huyện còn lại thị trấn Long Thành và 14 xã: An Phước, Bàu Cạn, Bình An, Bình Sơn, Cẩm Đường, Lộc An, Long An, Long Đức, Long Phước, Phước Bình, Phước Thái, Suối Trầu, Tam An, Tân Hiệp.
Ngày 10 tháng 4 năm 2019, Ủy ban Thường vụ Quốc hội ban hành Nghị quyết số 673/NQ-UBTVQH14 (nghị quyết có hiệu lực từ ngày 1 tháng 6 năm 2019). Theo đó:
- Điều chỉnh một phần diện tích và dân số của 5 xã: Bàu Cạn, Cẩm Đường, Long An, Long Phước, Suối Trầu về xã Bình Sơn
- Điều chỉnh một phần diện tích và dân số của xã Bình Sơn về xã Cẩm Đường
- Điều chỉnh phần diện tích và dân số còn lại của xã Suối Trầu về xã Bàu Cạn
- Giải thể xã Suối Trầu.

Huyện Long Thành có 1 thị trấn và 13 xã như hiện nay.
Ngày 27 tháng 5 năm 2019, Bộ Xây dựng ban hành Quyết định số 448/QĐ-BXD công nhận thị trấn Long Thành mở rộng (gồm thị trấn Long Thành và một phần các xã: An Phước, Lộc An, Long An, Long Đức) là đô thị loại IV.

## Kinh tế
Nông nghiệp: Trồng mía, lạc, điều, hồ tiêu, sầu riêng, chôm chôm, nhãn,... Chăn nuôi bò sữa và chế biến các sản phẩm từ bò sữa.
Công nghiệp: Có 7 khu công nghiệp được Chính phủ phê duyệt, gồm: 
1. Khu công nghiệp An Phước: 201 ha
2. Khu công nghiệp Gò Dầu: 210 ha
3. Khu công nghiệp Long Đức: 580 ha
4. Khu công nghiệp Long Thành: 488 ha
5. Khu công nghiệp Lộc An - Bình Sơn: 498 ha
6. Khu công nghiệp Phước Bình: 640 ha (Đang xây dựng)
7. Khu công nghiệp công nghệ cao Amata Long Thành: 410 ha (Đang xây dựng).

Dịch vụ: Hiện nay trên địa bàn Long Thành có chi nhánh của 20 Ngân hàng thương mại, 2 Quỹ tín dụng nhân dân, cần đẩy mạnh hoạt động tín dụng có uy tín, an toàn, có hiệu quả, có khả năng huy động  tốt các nguồn lực trong xã hội để mở rộng đầu tư cho nền kinh tế. Thu hút dịch vụ thanh toán xuất nhập khẩu đối với các doanh nghiệp vốn đầu tư nước ngoài, nhất là đối với doanh nghiệp FDI trong các Khu công nghiệp. Các công trình lớn của Vùng kinh tế trọng điểm phía Nam hầu hết đều đi ngang Long Thành hoặc đặt trên địa bàn huyện Long Thành, do vậy thị trường bất động sản đã và đang hoạt động sôi động, trong thời gian tới cần nắm chắc hoạt động này để bất động sản được vận động theo cơ chế thị trường, trở thành nguồn vốn cho sản xuất kinh doanh. Nhà nước quản lý thị trường bất động sản để phát triển và điều tiết thị trường. Tạo điều kiện về đầu tư các dự án xây dựng cao ốc văn phòng cho thuê để mở rộng loại hình dịch vụ cho thuê văn phòng, tận dụng lợi thế về vị trí địa lý của huyện Long Thành trong tỉnh Đồng Nai. Đẩy mạnh phát triển các loại dịch vụ tài chính về số lượng và chủng loại, tăng khả năng cung ứng dịch vụ của các chủ thể cung ứng dịch vụ tài chính. Rà soát để kiến nghị, bổ sung hoàn thiện hệ thống pháp luật nhằm tạo hành lang pháp lý có hiệu lực, đảm bảo bình đẳng, an toàn cho mọi tổ chức dịch vụ tài chính - ngân hàng. Tiếp tục phát triển và mở rộng bảo hiểm nhân thọ, đẩy mạnh hoạt động phi nhân thọ, xây dựng và phát triển thị trường bảo hiểm với đầy đủ các yếu tố thị trường.
Hiện nay trên địa bàn huyện Long Thành đã và đang hình thành một số khu đô thị mới như khu đô thị Phố Thương Gia - Phùng Hưng.
Huyện có vị trí chiến lược trong vùng kinh tế trọng điểm phía Nam. Trên địa bàn huyện hiện có Cảng hàng không quốc tế Long Thành đang được triển khai xây dựng.

## Du lịch
Huyện Long Thành là một trong những huyện có nền kinh tế quan trọng của tỉnh Đồng Nai.
Huyện Long Thành có tiềm năng phát triển du lịch với các loại hình du lịch.
Huyện có các di tích lịch sử: 
- Lăng mộ Nguyễn Đức Ứng (Long Phước)
- Căn cứ tỉnh ủy Đồng Nai (Bình Sơn).

## Giao thông
Huyện Long Thành có những lợi thế so sánh về mạng lưới giao thông trên địa bàn huyện gồm đường bộ - đường sắt - đường thủy - hàng không.
Hệ thống đường giao thông do trung ương đầu tư gồm các tuyến đường cao tốc đi qua địa bàn Long Thành gồm: 
- Tuyến đường cao tốc Biên Hòa – Vũng Tàu (đang thi công)
- Tuyến đường cao tốc TP. Hồ Chí Minh – Long Thành – Dầu Giây (đã đưa vào sử dụng)
- Tuyến đường cao tốc Bến Lức – Long Thành (dự kiến tháng 9 năm 2025 thông xe)
- Đầu tư nâng cấp mở rộng Quốc lộ 51B đạt tiêu chuẩn cấp II với 4-6 làn xe để thực hiện chuyển giao quốc lộ 51A đoạn ngang qua thị trấn Long Thành cho địa phương quản lý.

Các tuyến đường tỉnh gồm:
- Các đường tỉnh 769, 319 đoạn đi qua địa bàn huyện
- Đường tỉnh Cụm cảng hàng không quốc tế Long Thành - Cẩm Mỹ nối với các tỉnh Nam Trung Bộ
- Nâng cấp đường tỉnh 25B từ quốc lộ 51 đi Nhơn Trạch
- Mở mới tuyến đường tỉnh 25C từ Cụm cảng hàng không Quốc tế Long Thành đi Nhơn Trạch
- Xây dựng tuyến đường tỉnh ở khu vực kho trung chuyển miền Đông đi Biên Hoà
- Mở rộng tỉnh lộ 769 từ Lộc An đi Bình Sơn.

Mới đây, huyện Long Thành đã kiến nghị đưa dự án mở rộng tỉnh lộ 769 (khoảng 5 km tính từ quốc lộ 51 đi vào) nằm trong danh mục các dự án trọng điểm của tỉnh. Mục đích của việc mở rộng đoạn đường này là nhằm đảm bảo giao thông cho khu dân cư ở khu vực tái định cư Lộc An - Bình Sơn chuẩn bị triển khai xây dựng.
Về lâu dài, khu vực Lộc An - Bình Sơn được quy hoạch là khu đô thị mới của huyện Long Thành và tuyến đường 769 trở thành trục chính, vì vậy cần phải mở rộng mới có thể đáp ứng nhu cầu giao thông cho khu vực.
Đường đã quá tải: Ông Cao Tiến Dũng, Bí thư Huyện ủy Long Thành cho rằng, mở rộng đường 769 đoạn từ quốc lộ 51 đi vào là cần thiết, do đây là tuyến đường độc đạo cho khu dân cư ở đây. Hiện tại, tuyến đường này đang trở nên quá tải, vào giờ cao điểm khu vực gần quốc lộ 51 đã xảy ra tình trạng kẹt xe. Khu tái định cư Lộc An - Bình Sơn không đơn giản là khu tái định cư thông thường, ở đây sau này là một khu đô thị với số dân khá đông, trong khi đó đi lại tập trung cả vào đường 769 hiện hữu là khá hẹp. Con đường này bắt đầu kẹt nếu không mở rộng khi dân cư đến sinh sống, đi lại sẽ rất khó khăn - ông Dũng nói. Cũng theo Bí thư Huyện ủy Long Thành, sở dĩ huyện đề xuất đưa dự án vào danh mục công trình trọng điểm của tỉnh để sớm được triển khai mới kịp phục vụ khu dân cư ở đây, bởi chỉ đến khoảng cuối năm 2020 người dân bắt đầu di dời về đây sinh sống.
Tuyến đường 769 nối từ ngã tư Dầu Giây đến quốc lộ 51 phục vụ đi lại cho khá nhiều khu dân cư sinh sống dọc tuyến đường này. Không chỉ vậy, dọc đường còn có cả những khu công nghiệp như Dầu Giây, Lộc An - Bình Sơn đã đi vào hoạt động nên lượng xe đi lại khá đông. Ngoài ra, một số khu dân cư mới dọc tuyến đường 769 cũng đã được xây dựng đang thu hút người dân đến sinh sống nên nhu cầu đi lại là rất lớn. Đây cũng là cơ sở mà huyện Long Thành đề xuất việc mở rộng tuyến đường đường.
Nằm trên tuyến đường TP. HCM đi Vũng Tàu sẽ hình thành xây dựng các bến xe và trạm dừng xe trên tuyến quốc lộ 51, ngoài ra còn có ở các khu vực trung tâm các xã Bình Sơn, Phước Thái.
Khai thác lợi thế đường sông như:
- Xây dựng bến tàu khách trên sông Đồng Nai
- Bến tàu khách Gò Dầu trên sông Thị Vải
- Bến tàu khách du lịch Tam An.

Trung ương xây dựng cụm Cảng hàng không Quốc tế Long Thành với quy mô diện tích 5.000 ha, công suất 80-100 triệu lượt hành khách/năm.
Với hệ thống đường cao tốc và các tuyến đường tỉnh đi qua địa bàn huyện cùng với các tuyến đường huyện được đầu tư nâng cấp mở rộng và hạ tầng khu trung tâm hành chính huyện được hoàn chỉnh theo đúng quy hoạch được duyệt đã tạo thành mạng lưới giao thông đường bộ thuận lợi. Ngoài ra sự phát triển đồng bộ gồm đường bộ - đường sắt - đường thủy - hàng không gắn kết với các vùng là lợi thế và động lực thúc đẩy kinh tế trên địa bàn huyện ngày càng phát triển và cùng với những lợi thế trên, huyện Long Thành sẽ trở thành thị xã và từng bước hoàn thành các tiêu chí để trở thành thành phố Long Thành.